# Uberto di Melegnano
Uberto anche Viberto o Ugone (fl. XII secolo) è stato un vescovo cattolico italiano, vescovo della diocesi di Acqui dagli anni 1136/1137 alla sua deposizione.

## Biografia
Nativo di Melegnano i documenti presso la Biblioteca Ambrosiana lo indicano intorno al 1130 come vicino al vescovo Robaldo di Milano il quale potrebbe, alla morte di Azzo del Bosco, avere fatto in modo che il suo amico Uberto gli succedesse all'episcopato acquese.
Nel 1148 papa Eugenio III lo privò della sede vescovile, decisione presa probabilmente in un concilio a Cremona alla presenza dei cardinali e vescovi lombardi, per la malagestione e lo sperpero che Uberto aveva fatto dei beni della Chiesa durante il suo episcopato. Secondo Savio, un tale livello di sperpero non sarebbe stato possibile in un breve episcopato facendogli ipotizzare che Uberto avesse assunto la guida della diocesi poco dopo la morte del suo predecessore. 
Negli archivi vescovili di Acqui Terme si conserva un solo documento riferito a Uberto: la stipula di un contratto d'affitto per un mulino con un certo Ramperge. Ravera ipotizza che la quasi totale assenza di documenti possa essere dovuta al fatto che i vescovi, contestualmente alla deposizione, avrebbero consigliato al papa di annullare tutti gli atti firmati da Uberto, portando forse alla loro distruzione.